# Mikhaïl Golubev
Mikhail Golubev (Odessa, 30 de maig de 1970) és un jugador d'escacs ucraïnès que té el títol de Gran Mestre des de 1996. També és periodista i escriptor d'escacs.
Tot i que roman inactiu des de l'agost de 2019, a la llista d'Elo de la FIDE del desembre de 2021, hi tenia un Elo de 2461 punts, cosa que en feia el jugador número 83 d'Ucraïna.

## Carrera escaquística
Golubev va començar a jugar als escacs a sis anys d'edat i va jugar el seu primer torneig un any més tard, el 1977. Va participar diversos cops al Campionat d'escacs d'Ucraïna, i hi va empatar al primer lloc (amb Valeri Neverov) a Ialta 1996 (declarat guanyador als tie-breaks). El 2008, va guanyar el Campionat Obert de la Regió d'Odessa.
Altres actuacions notables inclouen una victòria a Karviná 1992-93, el primer lloc a Bucarest 2002, i a Béthune 2002.

## Força de joc
Segons Chessmetrics, en el moment àlgid de la seva carrera, el gener de 1995 el joc de Golubev equivalia a un ràting de 2598, i era el jugador número 151 mundial. La seva millor performance fou de 2643, a l'Obert de Biel de 1995, quan va fer 4 de 6 punts possibles (67%) contra una oposició de 2605 punts de mitjana.
Segons la Mega Database 2009, les seves millors actuacions foren a Bethune 2002 (6,5 punts de 7 possibles amb una performance de 2768), Karvina 1992–93 (8 punts d 9 possibles i una performance de 2691), Ialta 1996 (8,5 punts d'11 possibles i una performance de 2663) i Berlín 1993 (7 pounts de 9 possibles una performance de 2662).

## Partides notables
- Vlatko Bogdanovski vs Mikhail Golubev, Skopje 1991, King's Indian Defense: Orthodox Variation (A46), 0-1
- Mikhail Golubev vs Renzo Mantovani, Biel Open 1992, Sicilian Defense: Fischer-Sozin Attack (B87), 1-0
- Mikhail Golubev vs Emil Sutovsky, Groningen GM open 1993, Sicilian Defense: Exchange Variation (B45), 1-0
- Mikhail Golubev vs Vladimir Podinic, Lasker Autumn GM 2001, Sicilian Defense: Paulsen (B48), 1-0

## Llibres
- Golubev, Mikhail. Easy Guide to the Dragon.  Everyman Chess, 1999. ISBN 978-1857442755.
- Golubev, Mikhail. The Sicilian Sozin.  Gambit Publications, 2001. ISBN 978-1901983388.
- Golubev, Mikhail. Understanding the King's Indian.  Gambit Publications, 2006. ISBN 1-904600-31-X.
- Golubev, Mikhail. Understanding the Sicilian.  Gambit Publications, 2017. ISBN 978-1911465102.

## Periodisme
Golubev ha fet principalment de periodista i d'escriptor d'escacs. A més a més de ser l'especialista en escacs del diari ucraïnès Komanda i de fer contribucions a ChessBase.com, Chesspro i Chess-News.ru, ha fet més de 1000 edicions pel diari d'escacs en línia Chess Today.